# Сакурако Охара
Сакурако Охара (яп. 大原櫻子, Ōhara Sakurako, нар. 10 січня 1996 року) - японська актриса і поп-співачка, співпрацює з компанією Victor Entertainment. Її батько - оповідач Наочика Хайашіда.

## Фільмографія

### Телесеріали
| Назва                           | рік      | Роль             | Примітки                                  | посилання |
| ------------------------------- | -------- | ---------------- | ----------------------------------------- | --------- |
| Куку Нюші                       | 2012 рік |                  | запрошений гість                          |           |
| Шінігамі-кун                    | 2014 рік | Фукуко Ониші     | запрошений гість                          |           |
| Водне поло янкі                 | 2014 рік | Нагіса Івасакі   |                                           | [ 4 ]     |
| Койнака                         | 2015 рік | Нанамі Міура     |                                           | [ 5 ]     |
| Дівчина і три кохані            | 2016 рік | Манамі Нішідзіма |                                           | [ 6 ]     |
| Цим голосом тобі..              | 2017 рік | Місузу Інаба     |                                           | [ 7 ]     |
| Нацузора                        | 2019 рік | Ясуе Ямада       | Асадора                                   | [ 8 ]     |
| Бішонуре Тантей Мізуно Хагоромо | 2019 рік | Хагоромо Мізуно  | Мокрий приватний детектив Хагоромо Мізуно | [ 9 ]     |
| Piple                           | 2020 рік | Каеде            |                                           | [ 10 ]    |
| Цумарі Сукітте Іітайн дакедо    | 2021 рік | Читозе           |                                           | [ 11 ]    |

### Фільми
| Назва                | рік      | Роль           | Примітки     | посилання |
| -------------------- | -------- | -------------- | ------------ | --------- |
| Брехун і його кохана | 2013 рік | Ріко Коеда     | Головна роль |           |
| Леді Майко           | 2014 рік | Чіхару Кодзіма | Період Майко |           |
| Давай, Jets!         | 2017 рік |                |              |           |
| Орган «День».        | 2019 рік | Міцуе Нономія  | Головна роль |           |
| Інубу: Собачий клуб  | 2021 рік | Йошімі         |              | [ 12 ]    |
| xxxHolic             | 2022 рік | Замовник       |              | [ 13 ]    |

### Театр
| Назва      | рік      | Роль           | Примітки     |
| ---------- | -------- | -------------- | ------------ |
| Fun Home   | 2018 рік | Середня Елісон | Головна роль |
| Міс Сайгон | 2020 рік | Кім            | Головна роль |

## Дискографія

### Альбоми
|              | Деталі альбому                                                                | Діаграми |
| Японія </br> | Деталі альбому                                                                |          |
| ------------ | ----------------------------------------------------------------------------- | -------- |
| 1            | Happy (яп. HAPPY) - Випущено: 25 березня 2015 р - Формат(и): CD+DVD, CD+кейс  | 2        |
| 2            | V (яп. V (ビバ)) - Випущено: 29 червня 2016 р - Формат(и): CD+DVD, CD+кейс    | 3        |
| 3            | Enjoy (яп. Enjoy) - Випущено: 27 червня 2018 р - Формат(и): CD+DVD, CD+кейс   | 7        |
| 4            | CAM ON! ～5th Anniversary Best～ - Випущено: 6 березня 2019 р - Формат(и): CD | 4        |
| 5            | Passion - Випущено: 5 лютого 2020 р - Формат(и): CD                           | 7        |
| 6            | L - Випущено: 3 березня 2021 р - Формат(и): CD                                | 7        |
| 7            | Fanfare - Випущено: 7 грудня 2022 р - Формат(и): CD                           | 14       |
| 8            | Spotlight (スポットライト) - Випущено: 30 серпня 2023 р - Формат(и): CD       | 17       |

### Сингли
|              | Назва                                                  | Дата випуску           | Діаграми | Альбом |
| Японія </br> | Назва                                                  | Дата випуску           |          | Альбом |
| ------------ | ------------------------------------------------------ | ---------------------- | -------- | ------ |
| 1            | "Thank You." (яп. サンキュー。)                        | 26 листопада 2014 року | 12       | HAPPY  |
| 2            | "Hitomi" (яп. 瞳)                                      | 7 січня 2015 року      | 5        | HAPPY  |
| 3            | "Manatsu no Taiyou" (яп. 真夏の太陽)                   | 22 липня 2015 року     | 11       | V      |
| 4            | "Kimi wo Wasurenai yo" (яп. キミを忘れないよ)          | 4 листопада 2015 року  | 6        | V      |
| 5            | "Daisuki" (яп. だいすき)                               | 1 червня 2016 року     | 5        | V      |
| 6            | "Hirari" (яп. ひらり)                                  | 8 березня 2017 року    | 7        | Enjoy  |
| 7            | "My Favorite Jewel" (яп. マイ フェイバリット ジュエル) | 9 серпня 2017 року     | 8        | Enjoy  |
| 8            | "Sayonara" (яп. さよなら)                              | 22 листопада 2017 року | 7        | Enjoy  |
| 9            | "Nakitai Kurai" (яп. 泣きたいくらい)                   | 25 квітня 2018 року    | 6        | Enjoy  |
| 10           | "I Am I"                                               | 31 липня 2019 р        | 11       |        |
| 11           | "Shine on Me"                                          | 4 грудня 2019 р        | 6        |        |